# Yuliana Peniche
Yuliana Peniche (Mexikóváros, Mexikó, 1982. augusztus 29. –) mexikói színésznő.

## Élete és pályafutása
1982. augusztus 29-én született Mexikóvárosban. Karrierjét 1991-ben kezdte a Madres egoístas című telenovellában. 1995-ben a María című sorozatban Alicia szerepét játszotta. 2007-ben megkapta Margarita szerepét a Szerelempárlatban.

## Telenovellák
- Un camino hacia el destino (2016) .... Andrea Fonseca
- Maricruz (Corazón indomable) (2013) .... Ofelia
- A végzet hatalma (La fuerza del destino) (2011) .... Carmen Galván
- A szerelem tengere (Mar de amor) (2009-2010) .... Reyna
- Szerelempárlat (Destilando amor) (2007) .... Margarita
- Bajo el mismo techo (2005) .... Ximena Acosta
- Velo de novia (2003) .... Aniseta 'Anny' Paz
- Niña amada mía (2003) .... Luz
- Salomé (2001-2002) .... Money
- María (María la del Barrio) (1995) .... Alicia Montalbán Smith
- Alondra (1995) .... Alondra (gyerek)
- Madres egoístas (1991) .... Carmen (gyerek)